# Mesembia chamulae
Mesembia chamulae is een insectensoort uit de familie Anisembiidae, die tot de orde webspinners (Embioptera) behoort. De soort komt voor in Mexico (Chiapas).
Mesembia chamulae is voor het eerst wetenschappelijk beschreven door Ross in 1984.